# 曼努埃尔·科穆宁 (1145年)
曼努埃尔·科穆宁（希腊语: Μανουήλ Κομνηνός，1145年–约1185年），是拜占庭皇帝安德洛尼卡一世的名字没有记载的首位夫人所生的长子。

## 生平经历
曼努埃尔的早年生活记载甚少。他大约在1180年前后娶了格鲁吉亚国王乔治三世的女儿鲁苏丹，他也因此成为了后来的格鲁吉亚女王塔瑪麗的联姻兄弟。
曼努埃尔和弟弟约翰因为反对皇太后安条克的玛丽摄政而被下狱，1182年4月因其父安德洛尼卡入京掌权而获释。但曼努埃尔并不支持其父夺取拜占庭皇位的行动，8月在受命执行或监督处决皇太后安条克的玛丽时抗命，且姓名首字母不符合当时流行的AIMA预言，故其父登基后，尽管他是长子也被认为比约翰更能干，但约翰却被立为了共治皇帝，而他仅作为皇子被封为至尊者。
虽然曼努埃尔反对父皇暴政人尽皆知，但1185年9月，曼努埃尔的父亲被伊萨克二世废黜、篡位并杀害后，他也被致盲。在1185年之后曼努埃尔再也没出现在历史记载中，他可能正是因被致盲引发伤口感染而死。

## 家庭成员
通过与鲁苏丹的婚姻，他们共有两子：
1.阿历克塞一世，后来成为特拉比松帝国的开国皇帝
2.大卫·科穆宁，与兄弟阿莱克修斯一起创立了特拉比松帝国

## 资料来源
- C. Toumanoff, "On the relationship between the founder of the Empire of Trebizond and the Georgian Queen Thamar" in Speculum vol. 15 (1940) pp. 299–312.
- Varzos, K., , Thessaloniki, 1984